# Jung Shin-hye
Jung Shin-hye (en hangul, 정신혜; provincia de Suncheon, 11 de octubre de 1994), es una actriz surcoreana.

## Biografía
Estudió en la Universidad Nacional de Artes de Corea.

## Carrera
Es miembro de la agencia Partners Park. Previamente formó parte de la agencia "K'Arts Academy".
En 2015 interpretó a la estudiante Lee Hwang-song en Angry Mom.
El 9 de marzo de 2017 se unió al elenco principal de la serie web de Naver TV Love Playlist, donde dio vida a Jung Ji-won, la joven estudiante del departamento de administración de negocios, hasta el final en 1 de abril del mismo año. El 29 de junio del mismo año volvió a interpretar a Ji-won en la segunda temporada de la serie titulada "Love Playlist: Season 2", hasta el final de la serie el 29 de julio del 2017.
El 20 de octubre de 2018 interpretó nuevamente a Ji-won en la tercera temporada de la serie Love Playlist: Season 3, hasta el final de la serie el 25 de octubre del mismo año.Ese mismo año realizó una aparición especial en la serie web Flower Ever After donde volvió a dar vida a Jung Ji-won (Jung Shin-hye), quien entra junto a Lee Hyun-seung (Kim Hyung-suk) en la cafetería-panadería de Gong Ji-hyo (Ahn Shi-eun).
En marzo del 2019 apareció en el primer episodio del spin-off de "Love Playlist": Pu Reum's Vlog. También apareció en el segundo episodio de serie web Re-Feel donde interpretó a Jung Ji-won, quien entra en la cafetería donde trabajan Park Jin-ho (Jun Hye-yeon), Han Jae-hee (Lee Yoo-jin) y Tae Geon (Jun Seop) junto a su novio Lee Hyun-seung (Kim Hyung-suk). En mayo del mismo año realizó una aparición especial en el primer episodio de la serie web The Best Ending donde interpretó nuevamente a Jung Ji-won, quien se encuentra con su novio Lee Hyun-seung (Kim Hyung-suk), mientras este le pregunta sobre direcciones a Go Min-chae (Choi Hee-jin). El 22 de junio del mismo año regresó como Jung Ji-won durante la cuarta temporada de Love Playlist.
El 24 de abril del 2020 se unió al elenco principal de la serie web Mermaid Prince, donde dio vida a Hye Ri, una joven que durante su viaje de graduación a la provincia de Gangwon, conoce a Woo Hyuk (Moonbin), un joven misterioso que dirige una casa de huéspedes, hasta el final de la serie el 29 de mayo del mismo año.

## Filmografía

### Series de televisión
| Año      | Título                            | Rol            | Cadena   | Notas                     | Ref.   |
| -------- | --------------------------------- | -------------- | -------- | ------------------------- | ------ |
| 2015     | Angry Mom                         | Lee Hwang-song | MBC      | 16 episodios              |        |
| 2017     | Love Playlist                     | Jung Ji-won    | Naver TV | 8 episodios               |        |
| 2017     | Love Playlist 2                   | Jung Ji-won    | Naver TV | 12 episodios              |        |
| 2018     | Love Playlist 3                   | Jung Ji-won    | Naver TV | 12 episodios              |        |
| 2018     | Flower Ever After                 | Jung Ji-won    | Naver TV | Cameo, ep.1               |        |
| 2019     | The Best Ending                   | Jung Ji-won    |          | Episodio 1                |        |
| 2019     | Re-Feel                           | Jung Ji-won    |          | Episodio 2                |        |
| 2019     | Special: Pu Reum's Vlog           | Jung Ji-won    |          | 2 episodios               |        |
| 2019     | Love Playlist 4                   | Jung Ji-won    | Naver TV | 16 episodios              |        |
| 2019     | I Love You, Loser!                | Jin Da-Eun     |          | 6 episodios               |        |
| 2019     | 4 Reasons Why I Hate Christmas    | Jung Ji-won    |          | Episodio 4                |        |
| 2020     | Confession Company                | Shin-hye       |          |                           |        |
| 2020     | Memorist                          | Yoo Ah-young   | tvN      | Aparición especial, ep. 2 |        |
| 2020     | Fight Hard, Love Harder: Season 2 | Areum          | Lifetime | Episodio 3                |        |
| 2020     | Mermaid Prince                    | Hye Ri         | Lifetime | 6 episodios               |        |
| 2021- 22 | Snowdrop                          | Go Hye-ryung   | JTBC     | 16 episodios              | [ 12 ] |
| 2022     | Crazy Love                        | Oh Se-hee      | KBS      | Aparición especial        | [ 13 ] |
| 2022     | Cheer up                          | Lee Ha-jin     | SBS      | 16 episodios              | [ 14 ] |
| 2023     | Run Into You                      | Cheong-ah      | KBS2     | 16 episodios              | [ 15 ] |
| 2023     | The Matchmakers                   | Maeng Ha-na    | KBS2     | 16 episodios              | [ 16 ] |
| 2025     | Amor en el laboratorio            | Yoon Hee-jin   | tvN      | 12 episodios              |        |

### Películas
| Año  | Título                               | Personaje       | Notas |
| ---- | ------------------------------------ | --------------- | ----- |
| 2016 | Detour                               | Joven Atractiva |       |
| 2016 | Seondal: The Man Who Sells the River | Joven Inocente  |       |

### Aparición en programas
| Año  | Título       | Notas                            |
| ---- | ------------ | -------------------------------- |
| 2019 | Enjoy Couple | invitada - junto a Kim Hyung-suk |

### Anuncios
| Año  | Título          | Notas      |
| ---- | --------------- | ---------- |
| 2015 | Asiana Airlines | Ella misma |
| 2016 | E-Land Group    | Ella misma |